# Joseph Reagle
Joseph Michael Reagle Jr. est un universitaire dont l'objet de recherche est la technologie et Wikipédia. Il est professeur adjoint en études sur la communication à l'université du Nord-Est, et professeur agrégé au Berkman Center for Internet & Society de l'université Harvard.

## Carrière
Reagle a été longtemps membre du World Wide Web Consortium.
En 2002, il est listé parmi les TR35 du magazine MIT Technology Review.

## Ouvrages
- 2012 : Good Faith Collaboration[2],[3],[4]
À propos de Wikipédia, son histoire, la vie réelle de l'encyclopédie, les précurseurs théoriques et la culture qu'elle a développée autour d'elle
- 2015 : Reading the Comments[5],[6],[7]
À propos de la nature des commentaires laissés sur les pages de YouTube, Amazon et les forums de discussion